# Magdalena Valerio
Magdalena Valerio Cordero (Torremocha, Cáceres, 27 de septiembre de 1959) es una funcionaria, jurista y política española. Desde 2025, es consejera de Estado y presidenta de la Sección Segunda del Consejo de Estado.
Ha ejercido importantes cargos a nivel nacional, siendo ministra de Trabajo, Migraciones y Seguridad Social entre 2018 y 2020, presidenta del Consejo de Estado entre 2022 y 2024 y diputada a Cortes Generales por Guadalajara en dos ocasiones, entre 2011 y 2016 y entre 2019 y 2022. Durante este último período fue presidenta de la Comisión del Pacto de Toledo.
En el ámbito regional ha participado en los órganos ejecutivos y legislativos de la Junta de Comunidades de Castilla-La Mancha, siendo consejera del Gobierno regional entre 2005 y 2010 y diputada en las Cortes de Castilla-La Mancha entre 2007 y 2010. Asimismo, en el ámbito local ha ejercido como concejal del Ayuntamiento de Guadalajara desde 1999 hasta 2005.

## Biografía

### Orígenes y trayectoria laboral
Nacida en la localidad cacereña de Torremocha el 27 de septiembre de 1959, es hija de un Guardia Civil. Estudió Derecho en la Universidad Complutense de Madrid, licenciándose en la misma en 1985. Es vecina de Guadalajara desde 1989.
Ha ejercido como preparadora de opositores y coordinadora del Área de Laboral y Seguridad Social en el Centro de Estudios Velázquez-ADAMS entre 1986-1990. Es funcionaria del Cuerpo de Gestión de la Seguridad Social y de la Escala de Gestión de Empleo del INEM. También trabajó como jefa de Negociado de Personal en la Dirección Provincial del INSERSO de Guadalajara entre 1991-1994 y posteriormente como subdirectora de Gestión Económico-Administrativa y secretaria provincial del INSALUD de Guadalajara entre 1994 y 1999.
Tras una larga trayectoria en diversos cargos políticos, el 13 de enero de 2016 se reincorporó como funcionaria en el puesto de secretaria provincial en la Dirección Provincial de Fomento de la Junta de Comunidades de Castilla-La Mancha en Guadalajara. Desempeñó este puesto hasta el 6 de junio de 2018 en que fue nombrada ministra de Trabajo, Seguridad Social y Migraciones, pasando a estar como funcionaria a la situación de servicios especiales.

### Trayectoria política
En las elecciones municipales de 1999 fue elegida concejal en el Ayuntamiento de Guadalajara, cargo que repitió en 2003 al ser nombrada segunda teniente de alcalde y concejala de Economía, Hacienda, Contratación, Patrimonio y Participación Ciudadana, cargo que compatibilizó con la presidencia de la Mancomunidad de Aguas del Sorbe. En septiembre de 2005 fue nombrada consejera de Trabajo y Empleo de Castilla-La Mancha y, en 2007, consejera de Turismo y Artesanía. En septiembre de 2008 asumió la consejería de Administraciones Públicas y Justicia. En las elecciones autonómicas de 2007 fue cabeza de lista del PSOE por la circunscripción de Guadalajara, obteniendo escaño en las Cortes Regionales.
En julio de 2008 fue elegida vocal de la Comisión Ejecutiva Regional del PSOE de CLM y en octubre del mismo año fue elegida Secretaria General de la Comisión Ejecutiva Municipal de Guadalajara Capital. Cargo que desempeñó hasta octubre de 2016. Asimismo, desde 2000 hasta 2012 fue miembro del Comité Regional del PSOE de CLM. En mayo de 2010 abandona el Consejo de Gobierno, siendo nombrada delegada de la Junta de Comunidades de Castilla-La Mancha. Ese mismo año gana las primarias para ser candidata del PSOE al Ayuntamiento de Guadalajara. Perdió en los comicios de 2011, bajando hasta 8 concejales, liderando la oposición en el Ayuntamiento. 
Cabeza de lista del PSOE por Guadalajara en las elecciones generales de 2011, obtuvo escaño de diputada en Cortes Generales y tras las elecciones primarias en las que fue elegido secretario general Pedro Sánchez pasó a formar parte de la Dirección del Grupo Parlamentario Socialista. Asumiendo el cargo de secretaria general adjunta y portavoz adjunta. 
El 13 de enero de 2016 se reincorporó como funcionaria en el puesto de secretaria provincial de la Consejería de Fomento de Castilla-La Mancha en la provincia de Guadalajara, tarea que compatibilizó con su actividad política en el PSOE en las elecciones generales de 2016, en las elecciones primarias de 2017 en las que Pedro Sánchez recuperó la Secretaría General del PSOE y en las tareas de secretaria ejecutiva de Seguridad Social y Pacto de Toledo en la Ejecutiva Federal que salió elegida en el 39 Congreso. Desempeñó estas tareas hasta el 40 Congreso Federal que se celebró en octubre de 2021 en Valencia. Desde esa fecha hasta el 24 de octubre de 2022 formó parte del Comité Federal del PSOE. 
Valerio fue nombrada por Pedro Sánchez ministra de Trabajo, Seguridad Social y Migraciones de su nuevo gobierno, tras el éxito de la moción de censura que el PSOE presentó contra el gobierno de Mariano Rajoy (PP) en junio de 2018. Durante su mandato, cabe destacar el mayor incremento del salario mínimo desde que hay registros, un 22 %. Desempeñó este cargo hasta el día 12 de enero de 2020. En febrero de 2020 fue elegida presidenta de la Comisión del Pacto de Toledo en el Congreso de los Diputados.

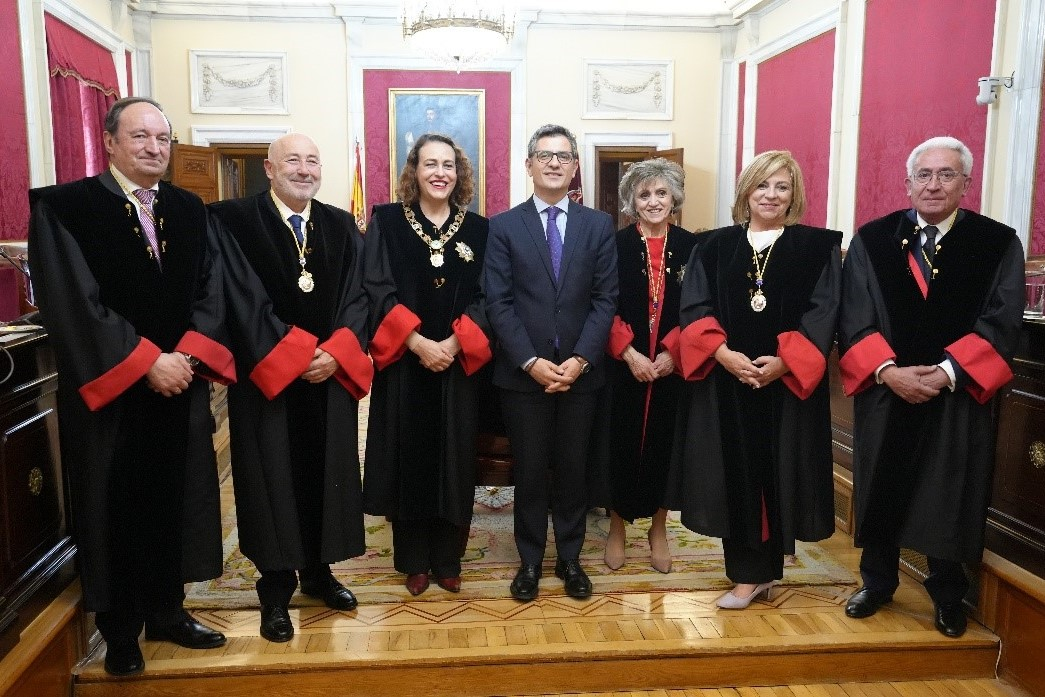
Magdalena Valerio en la toma de posesión de los nuevos consejeros de Estado en marzo de 2023.

En octubre de 2022 se anunció su nombramiento como presidenta del Consejo de Estado, tras la salida de María Teresa Fernández de la Vega. Tomó posesión el 10 de noviembre. El nombramiento fue anulado por el Tribunal Supremo en sentencia que se hizo pública el 30 de noviembre de 2023. Tras ser rechazados todos los recursos contra esta decisión, en febrero de 2024 el Gobierno reemplazó a Valerio por Carmen Calvo, doctora en derecho constitucional.
Un año más tarde, el 5 de marzo de 2025, el Gobierno la nombró consejera permanente de Estado y presidenta de la Sección Segunda en sustitución de Miguel Rodríguez-Piñero, que cesa por renuncia. BOE del 5 de marzo de 2025

## Cargos electos
- Concejala del PSOE en el Ayuntamiento de Guadalajara (1999-2005; 2011-2015).
- Diputada de las Cortes de Castilla-La Mancha en la VII Legislatura (2007-2010)
- Consejera de Trabajo y Empleo de la Junta de Comunidades de Castilla-La Mancha (2005-2007)
- Consejera de Turismo y Artesanía de la Junta de Comunidades de Castilla-La Mancha (2007-2008)
- Consejera de Justicia y Administraciones Públicas de la Junta de Comunidades de Castilla-La Mancha (2008-2010)
- Diputada en el Congreso de los Diputados por la provincia de Guadalajara en la X Legislatura (2011-2016, en la XIII (2019) y en la XIV (2020-2022)
- Ministra de Trabajo, Migraciones y Seguridad Social del Gobierno de España (2018-2020)
- Presidenta del Consejo de Estado (2022-2024)

## Distinciones y condecoraciones
- Gran Cruz de la Real Orden de Carlos III (2021).[10]
- Gran Cruz de la Orden del Mérito de la Guardia Civil (2023).[11]
- Gran Cruz de la Justicia Social (2023).[12]